# Archidiecezja Patna
Archidiecezja Patna (łac. Archidioecesis Patnensis, ang. Archdiocese of Patna) – rzymskokatolicka archidiecezja ze stolicą w Patnie w stanie Bihar, w Indiach. Arcybiskupi Patny są również metropolitami metropolii o tej samej nazwie.

## Historia
W dniu 10 września 1919 roku papież Benedykt XV erygował diecezję Patna. W dniu 16 marca 1999 roku papież Jan Paweł II podniósł diecezję do rangi archidiecezji metropolitarnej.